# Aigul Akhmetshina
Aigul Akhmetshina, née le 1er mai 1996 en Bachkirie, est une mezzo-soprano lyrique russe.

## Jeunesse et éducation
Aigul Akhmetshina est née le 1 mai 1996 dans le village de Kirgiz-Miyaki (en), en Bachkirie, en Fédération de Russie.
En 2016, elle est diplômée de l'Institut national des arts d'Oufa (en),.
Bien que de nationalité russe, elle a exprimé le souhait, dans une interview au Times en 2024, de devenir citoyenne britannique.
Sa famille, composée de chanteurs amateurs, a encouragé son talent. Après s'être vu refuser l'opportunité d'étudier la musique dans une université moscovite, elle a été admise au programme Jette Parker Young Artists du Royal Opera House de Londres,.

## Carrière
Le soir du Nouvel An 2023, Aigul Akhmetshina a interprété le rôle-titre de Carmen au Metropolitan Opera. Zachary Woolfe du New York Times la décrit comme « le seul aspect véritablement impressionnant » de la production. En 2024, Aigul Akhmetshina apparait dans le même opéra et le même rôle au Royal Opera House.

## Discographie
Le premier album d'Aigul Akhmetshina, intitulé Aigul, est sorti le 26 juillet 2024 chez Decca Classics. Il comprend des airs de Carmen, Werther, I Capuleti e i Montecchi, La Cenerentola et Le Barbier de Séville, avec Daniele Rustioni à la tête du Royal Philharmonic Orchestra. Dans une critique cinq étoiles parue dans The Guardian, Erica Jeal écrit : « Son premier enregistrement solo met parfaitement en valeur l'ampleur éclatante, l'assurance et l'équilibre époustouflant de la voix saisissante d'Akhmetshina. » Le magazine allemand Oper! a nommé l'album CD du mois dans son numéro de septembre.

## Récompenses
- 2017 – Grand Prix du Concours international de chant Hans-Gabor-Belvedere (en)[1]
- 2021 – Artiste émérite de la République du Bachkortostan[1]
- 2022 – Lauréat du « Casta diva » (prix de l'opéra russe)[13]
- 2023 – Lauréat des International Opera Awards[14]